# O fată frumoasă ca mine
O fată frumoasă ca mine (în franceză Une belle fille comme moi) este un film francez din 1972 regizat de François Truffaut, cu Bernadette Lafont în rolul principal. Este bazat pe romanul cu același nume din 1967 al lui Henry Farrell.
Truffaut l-a numit „o comedie thriller sarcastică”.

## Rezumat
Stanislas Previne este un tânăr sociolog care pregătește o teză despre femeile criminale. El o întâlnește pe Camille Bliss în închisoare pentru a o intervieva. Camille este acuzată că l-a ucis pe iubitul ei, Arthur, și pe tatăl ei. Ea îi povestește lui Stanislas despre viața ei și despre aventurile ei amoroase.
Stanislas, spre marea frustrare a secretarei sale, care este și ea îndrăgostită de el, se îndrăgostește în curând de Camille și caută  dovezi care să demonstreze nevinovăția ei. Secretara sa încearcă să-l convingă pe sociolog că Camille este o „târfă manipulatoare”, dar acesta nu se lasă convins. În urma unor investigații, sociologul și secretara sa găsesc un tânăr, un cineast amator, care a capturat pe film dovezile de care au nevoie pentru a asigura eliberarea lui Camille din închisoare.
Odată eliberată, Camille, care a iubit întotdeauna muzica și care l-a sedus pe cântărețul de cabaret Sam Golden la începutul filmului, devine o celebritate și o vedetă cântăreață. Stanislas o întâlnește după o reprezentație, iar ea îl seduce la ea acasă; cu toate acestea, soțul ei (care este încornorat de mai multe ori pe parcursul filmului) îi descoperă și îl bate. Camille își ucide soțul și apoi îi plantează arma asupra amantului ei leșinat.
Când Stanislas este încarcerat pentru crimă, Camille nu va face nimic pentru a-l ajuta pe bărbatul care a eliberat-o cândva. În timp ce face curățenie în închisoare în segmentul final al filmului, camera de filmat se deplasează pentru a o arăta pe secretara lui Stanislas dactilografiind un manuscris pe un balcon din apropiere, probabil teza pe care Stanislas a început-o, dar de data aceasta pregătind una care o va expune pe Camille ca fiind seducătoarea manipulatoare pe care Stanislas a descoperit-o ca fiind cu adevărat.

## Distribuția
- Bernadette Lafont – Camille Bliss
- André Dussollier – Stanislas Prévine
- Claude Brasseur – avocatul Murene
- Charles Denner – Arthur
- Guy Marchand – Roger numit și Sam Golden
- Anne Kreis – Hélène
- Philippe Léotard – Clovis Bliss
- Gilberte Géniat – Isobel Bliss
- Michel Delahaye – Marchal
- Danièle Girard – Florence Golden
- Martine Ferrière – secretara închisorii
- Jacob Weizbluth – Alphonse, mutul
- Jean-François Stévenin – vânzătorul de ziare
- François Truffaut – jurnalist (voice)[6]